# Cambridge Springs
Cambridge Springs és un borough situat al comtat de Crawford a l'estat nord-americà de Pennsilvània. L'any 2010 tenia 2,363 habitants i una densitat poblacional de 75 persones per km².
Segons l'Oficina del Cens en 2000 els ingressos mitjans per llar a la localitat eren de $31,957 i els ingressos mitjans per família eren $39,196. Els homes tenien uns ingressos mitjans de $31,146 enfront dels $22,350 per a les dones. La renda per capita per a la localitat era de $12,863. Al voltant del 12.2 % de la població estava per sota del llindar de pobresa.
El 1904, el Rider Hotel de Cambridge Springs fou la seu d'un rellevant torneig d'escacs, el Congrés Internacional d'Escacs de Cambridge Springs de 1904, guanyat per Frank Marshall per davant del campió del món Emanuel Lasker i catorze altres jugadors. Una variant del gambit de dama declinat que s'hi va jugar diversos cops és coneguda avui dia com a defensa Cambridge Springs (1.d4 d5 2.c4 e6 3.Cc3 Cf6 4.Ag5 Cbd7 5.e3 c6 6.Cf3 Da5 en notació algebraica).